# 9770 Discovery
9770 Discovery este o planetă minoră (asteroid), cu un diametru de 7,002 km, din centura de asteroizi. A fost descoperită pe 1 martie 1993 la Nihondaira Observatory⁠(d) de Takeshi Urata și a fost numită după Discovery One⁠(d). 
Obiectul prezintă o orbită caracterizată de o semiaxă mare de 2,2832612 UAi, o excentricitate de 0,15, o înclinație de 3,95263 ° în raport cu ecliptica.